# Калинський Ігор Аркадійович
І́гор Арка́дійович Кали́нський (29 листопада 1944, Харків — 30 січня 2010, Харків) — український шахіст, майстер спорту СРСР (1966), призер чемпіонатів України.

## Біографія
Тренер Олександр Мацкевич. Ігор Калинський працював інструктором у харківському шаховому клубі Парку ім. Горького та в ДСТ «Зеніт».
Чемпіон Харківської області 1970 та 1993 років.
Учасник чемпіонатів збройних сил СРСР 1966 (поділ 2—3 місць), 1967 (поділ 2—3 місць) та 1968 (3 місце) років. Призер всеармійського турніру (Москва, 1971, поділ 3—4 місць).
Призер ДСТ «Авангард» 1974 (поділ 3—4 місць), 1977 (2 місце) та ДСТ «Зеніт» 1981 (2 місце).
Багаторазовий учасник чемпіонатів України, найкращі результати: срібна нагорода у 1975 році та бронзова нагорода у 1969 році.
Учасник чемпіонату СРСР 1967 року (розділив 89—101 місця).

## Турнірні результати

### Чемпіонати України
Ігор Калинський зіграв у 7 фінальних турнірах чемпіонатів України, набравши при цьому 50 очок із 89 можливих.
| Рік  | Місто            | Турнір                 | + | − | =  | Результат | Місце   |
| ---- | ---------------- | ---------------------- | - | - | -- | --------- | ------- |
| 1967 | Київ             | 36-й чемпіонат України | 4 | 3 | 6  | 7 з 13    | 19 — 23 |
| 1969 | Івано-Франківськ | 38-й чемпіонат України | 8 | 4 | 3  | 9½ з 15   | Bronze  |
| 1970 | Київ             | 39-й чемпіонат України | 1 | 6 | 10 | 6 з 17    | 15 — 16 |
| 1974 | Львів            | 43-й чемпіонат України |   |   |    | 7 з 13    | 17 — 25 |
| 1975 | Дніпропетровськ  | 44-й чемпіонат України |   |   |    | 7 з 9     | — 3     |
| 1980 | Харків           | 49-й чемпіонат України |   |   |    | 7½ з 13   | 17 — 23 |
| 1994 | Алушта           | 63-й чемпіонат України | 5 | 2 | 2  | 6 з 9     | 13 — 23 |

### Чемпіонати СРСР
| Рік  | Місто   | Турнір                                   | + | − | =  | Результат | Місце    |
| ---- | ------- | ---------------------------------------- | - | - | -- | --------- | -------- |
| 1967 | Харків  | 35-й чемпіонат СРСР                      |   |   |    | 5½ з 13   | 89 — 101 |
| 1969 | Київ    | Півфінал 37-го чемпіонату СРСР           | 2 | 4 | 11 | 7½ з 17   | 13       |
| 1977 | Бєльці  | Відбірковий турнір 45-го чемпіонату СРСР | 3 | 6 | 4  | 5 з 13    | 55 — 58  |
| 1981 | Саратов | Півфінал 49-го чемпіонату СРСР           | 1 | 8 | 6  | 4 з 15    | 16       |